# Neosparassus grapsus
Neosparassus grapsus là một loài nhện trong họ Sparassidae.
Loài này thuộc chi Neosparassus. Neosparassus grapsus được Charles Athanase Walckenaer miêu tả năm 1837.